# Aarón Padilla Mota
Aarón Padilla Mota (* 13. August 1977 in Mexiko-Stadt) ist ein ehemaliger mexikanischer Fußballspieler auf der Position eines Stürmers.

## Laufbahn
Padilla Mota begann seine Profikarriere beim damals noch in der Hauptstadt beheimateten CF Atlante, bei dem sein Vater Aarón Padilla Gutiérrez in der Saison 1972/73 ebenfalls für eine Spielzeit unter Vertrag stand. Die meiste Zeit seiner aktiven Laufbahn hatte der Vater allerdings beim ebenfalls in Mexiko-Stadt beheimateten Club Universidad Nacional verbracht.
Padilla Mota wechselte 2004 zum Stadtrivalen Club América, mit dem er in der Clausura 2005 die mexikanische Fußballmeisterschaft gewann. Während seiner Zeit bei den Americanistas gelang ihm auch kurzzeitig der Sprung in die mexikanische Fußballnationalmannschaft, für die er 2005 zwei Einsätze absolvierte.

## Erfolge
- Mexikanischer Meister: Clausura 2005